# Into the Street
Into the Street è il secondo album della band Boulevard, uscito nel 1990.

## Tracce
1. Talk to Me – 4:46
2. Where Is the Love – 5:03
3. Lead Me On – 5:06
4. Eye of the Hurricane – 3:47
5. Light of Day – 5:03
6. Crazy Life – 4:16
7. Rainy Day in London – 5:19
8. Where Are You Now – 4:53
9. Need You Tonight – 3:48
10. Eye to Eye – 3:56

## Formazione
- David Forbes - voce
- Randy Gould - chitarra
- Mark Holden - sassofono
- Thom Christiansen - basso
- Randall Stoll - batteria
- Andrew Johns - tastiera